# Marcel Pelletier
Marcel Pelletier (Drummondville, Québec, 1927. december 6. – Cherry Hill, New Jersey, USA, 2017. május 13.) kanadai jégkorongozó.

## Pályafutása
Az NHL-ben a Chicago Black Hawks és a New York Rangers csapatában védett hat illetve két mérkőzésen. Pályafutása nagyrészét a Victoria Cougars együttesében töltötte a Western Hockey League-ben. 1967-ben vonult vissza az aktív játéktól. Visszavonulása után több mint negyven éven át tevékenykedett az NHL-ben a Philadelphia Flyers és a Boston Bruins szakmai stábjában és játékosmegfigyelőként.